# Botafogo Futebol Clube
|  | Aquest article tracta sobre el club de Ribeirão Preto. Vegeu-ne altres significats a «Botafogo (desambiguació)». |

El Botafogo Futebol Clube és un club de futbol brasiler de la ciutat de Ribeirão Preto a l'estat de São Paulo.

## Història
A principis del segle xx, la important ciutat de l'interior de São Paulo, Ribeirão Preto, tenia molts clubs de futbol, al barri de Vila Tibério hi havia tres clubs: União Paulistano, Tiberense i Ideal Futebol Clube. I el veïnat no va poder destacar en aquest esport, amb això, els representants dels respectius clubs van decidir dur a terme la fusió, i el 12 d'octubre de 1918, apareix el nou club, que fou anomenat Botafogo Futebol Clube, com el club del mateix nom de Rio de Janeiro i també, en referència a la Rua Saldanha Marinho de la ciutat, que antigament s'anomenava Rua Botafogo. El primer president fou Joaquim Gagliano, treballador de la Companhia Mogiana de Estradas de Ferro, una empresa de ferrocarrils. El seu primer partit fou contra l'Esporte Clube Fulgêncio, a Franca amb victòria del Botafogo per 1 a 0 per a delit dels veïns del barri, fet que va motivar que l'equip de nova creació creixia dins l'àmbit municipal.
El 1927 guanyà el seu primer títol, el Campionat Paulista de l'Interior davant el seu rival Comercial FC, amb Máximo Trujillo, conegut com Carrapicho, sent el capità i principal jugador de l'equip guanyador. El mateix any de la conquesta del torneig, el club va tenir dret a competir a la Copa Competència, però va ser derrotat contra el Palestra Itália (avui Palmeiras), però va guanyar un sobrenom honorífic que porta fins avui: Pantera da Mogiana.
El 1947, el club va participar en la primera edició de la segona divisió paulista, on va romandre durant 10 temporades. El 1956 va ser l'any amb més títols per al club, guanyant la segona divisió del campionat paulista davant Paulista de Jundiaí, la Taça dels invictes mantenint 19 jornades sense perdre i la copa Centenari de Ribeirão Preto, superant al Comercial per 4-2. El 1957, debuta a la divisió principal del campionat paulista.

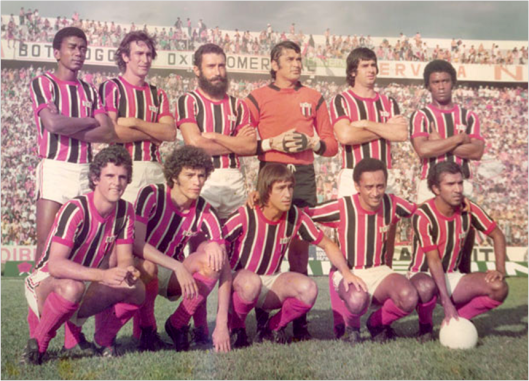
Equip del Botafogo el 1977

L'any 1962 guanya el àlie de Pantera Das Américas després de fer una gira a l'Argentina. El 1996 amb la segona posició a la tercera divisió brasilera. L'any 1998, amb la segona posició a la segona divisió brasilera, el club aconseguí l'ascens a primera divisió del campionat brasiler de futbol. El 2001 pot ser vicecampeón paulista. El 2015 guanya el Campionat brasiler de la serie D després de derrotar el River-PI en la final.
El seu gran rival ciutadà és el Comercial. El derbi d'ambdós clubs és conegut com el Come-Fogo, un dels més importants de l'interior de São Paulo. La mascota del club és una pantera negra amb els ulls grocs.
Des del 2017, està patrocinat per l'empresa brasilera de material esportiu Numer i del 2014 al 2016, ha estat patrocinat per la major empresa d'articles esportius Adidas.

## Estadi
El Estadi Santa Cruz té capacitat per a 45.000 persones. Es va obrir el 1968 quan la pantera guanya per 6x2 la selecció romanesa. Sicupira va anotar el primer gol. El 1993 va tenir un rècord de 62.000 persones en el partit Brasil vs Polònia. Se substitueix el vell estadi de Vila Tibério.

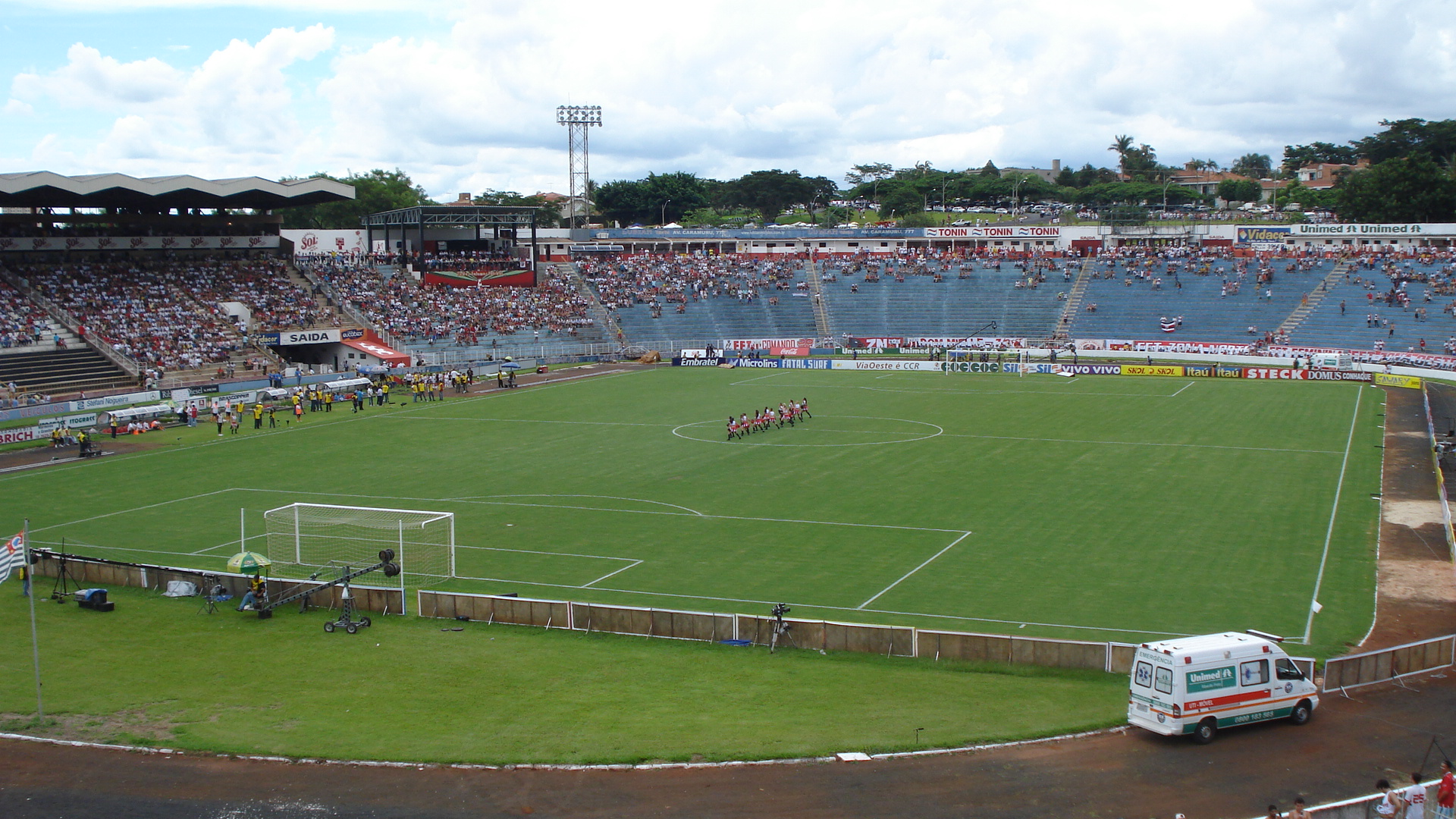
Estadi Santa Cruz

## Jugadors destacats
- Baldocchi
- Cocito
- Raí
- Sócrates
- Zé Mário
- Cicinho
- Diego Alves

## Palmarès
- 1 Brasiler de la Sèrie D: 2015
- 2 Campionat paulista de segona divisió: 1956 i 2000
- 1 Campionat paulista de tercera divisió: 2006
- 2 Campionat paulista de l'interior: 1927 i 2010

## Presidents
- Joaquim Gagliano (1918)
- Pedro Aguiar i  Egydio Cabral (1919)
- José Novas (1920-1921)
- Alvino Grotax (1922-1923)
- Francisco Prata (1924)
- Adriano dos Santos (1925-1928)
- Antonio Augusto da Silva (1929-1930)
- Francisco Prata (1931-1933)
- Adriano dos Santos (1934)
- José de Magalhães (1935)
- Luiz Pereira (1936)
- Adriano dos Santos (1937)
- Edson Dutra Barroso (1938)
- Francisco Prata (1939)
- Adelmo Silva (1940)
- Mario Marques (1941)
- Arthur Fernandes de Oliveira (1942-1943)
- José Elias de Oliveira (1944-1946)
- Domingos Batista Spinelli (1947)
- Osvaldo de Abreu i  Durvalino Cened (1948)
- Costábile Romano (1949-1951)
- Luiz Manoel Marinho (1952)
- Costábile Romano (1953-1954)
- João Rucian Ruiz (1955)
- Waldomiro da Silva (1956-1966)
- Francisco Oranges (1967)
- Farjala Moises i  Osvaldo Silva (1968)
- Osvaldo Silva (1969)
- Walter Strambi (1970-1971)
- Ricardo Christiano Ribeiro (1972-1973)
- Faustino Jarruche (1974-1975)
- Atílio Benedini Neto (1976-1979)
- Benedito Sciência da Silva (1980-1981)
- Miguel Mauad Neto (1982-1983)
- Faustino Jarruche (1984-1985)
- Osvaldo Silva (1986-1989)
- José Antonio Montefeltro (1990-1993)
- Laerte Alvez (1994-1997)
- Ricardo Christiano Ribeiro (1998-2001)
- Luiz Carlos Bianchi (2002)
- Walcris da Silva (2002-2005)
- Luiz Pereira (2006-2007)
- Virgílio Pires Martins (2008-2009)
- Luiz Pereira (2010-2011)
- Sílvio Martins (2012)
- Gustavo Assed (2012-2014)
- Rogério Cassius Bariza (2014-2015)
- Gérson Engracia Garcia (2015-2019)
- Dmitri Abreu (2019-2020)
- Osvaldo Festucci (2020-2021)
- Alfredo Cristovão (2021-2022)
- Osvaldo Festucci (2022-present)